# Въгларово
Въгларово е село в Южна България. То се намира в община Хасково, област Хасково.

## География
Село Въгларово се намира на 8 км южно от гр. Хасково.

## История
До 1906 година селото носи името Кюмюрджии. Първоначално е преименувано на Въгларево, а през 1956 година – на Въгларово.

## Население
Численост
Численост на населението според преброяванията през годините:
| \| Година на преброяване \| Численост \| \| --------------------- \| --------- \| \| 1934 \| 1464 \| \| 1946 \| 1605 \| \| 1956 \| 1311 \| \| 1965 \| 943 \| \| 1975 \| 1001 \| \| 1985 \| 825 \| \| 1992 \| 648 \| \| 2001 \| 624 \| \| 2011 \| 664 \| \| 2021 \| 579 \| |           |
| Година на преброяване | Численост |
| 1934 | 1464      |
| 1946 | 1605      |
| 1956 | 1311      |
| 1965 | 943       |
| 1975 | 1001      |
| 1985 | 825       |
| 1992 | 648       |
| 2001 | 624       |
| 2011 | 664       |
| 2021 | 579       |

### Етнически състав
Преброяване на населението през 2011 г.
Численост и дял на етническите групи според преброяването на населението през 2011 г.:
|                     | Численост | Дял (в %) |
| Общо                | 664       | 100       |
| Българи             | 456       | 68,67     |
| Турци               | 137       | 20,63     |
| Цигани              | 5         | 0,75      |
| Други               |           |           |
| Не се самоопределят |           |           |
| Неотговорили        | 64        | 9,63      |

## Редовни събития
Всяка година се провежда местният събор в чест на Св. Илия, който се счита за закрилник на селото. На него е кръстен параклисът, намиращ се до Аязмото. Съборът се провежда през почивните дни (събота и неделя), близки до датата на честването на светеца – 20 юли.

## Личности
От това село е Тодорка Паунова – ремсистка, загинала в комунистическата борба. Нейният дом е превърнат в музей.
От тук са корените на Станимир Стоилов – бивш футболист и треньор на Левски (София) и националния отбор по фубол на България.

## Спорт
Деца от селото са възродили футболния отбор на Въгларово, макар бившият стадион да е засаден с акации – все пак имат малко спретнато стадионче до Аязмото.